# Новоивницкое
Новои́вницкое —  посёлок на Украине, Андрушёвском районе Житомирской области. Население составляет 1923 человека по состоянию на 2001 год. Статус отдельного населённого пункта получен 27 декабря 1996 года.
Изначально построен как городок для проживания служащих воинской части противовоздушной обороны (А2329, А1912), а также для рабочих находящегося рядом военного завода по ремонту ракетных комплексов и другой техники ПВО. До официального создания посёлка он имел название «Житомир-11». Местные названия: «Городок», «Степок», «Воинское». В поселке 12 домов, школа, детский сад, торговая инфраструктура.
27 декабря 1996 года взято на учёт как отдельное поселение. С 29 июля 2004 года — центр сельского совета.

## Адрес местного совета
13419, Житомирская обл., Андрушёвский р-н, п. Новоивницкое, ул.Лесная